# Campionato nordamericano maschile under 17 di calcio 1999
Il Campionato nordamericano di calcio Under-17 1999 è stata la nona edizione della competizione omonima organizzata dalla CONCACAF.
Si è tenuto dal 10 febbraio al 22 maggio in Giamaica e El Salvador.
Messico, Giamaica e Stati Uniti guadagnarono inoltre l’accesso al Campionato mondiale di calcio Under-17 1999 che si svolse in Nuova Zelanda.

## Qualificazione

### Zona Caraibi

#### Primo turno
| Squadra 1        | Totale | Squadra 2   | Andata | Ritorno |
| ---------------- | ------ | ----------- | ------ | ------- |
| Antille Olandesi | 5 - 3  | Aruba       | 3 - 1  | 2 - 2   |
| Dominica         | 0 - 1  | Saint Lucia | 0 - 0  | 0 - 1   |

#### Secondo turno
| Squadra 1                 | Totale          | Squadra 2        | Andata | Ritorno |
| ------------------------- | --------------- | ---------------- | ------ | ------- |
| Guyana                    | 3 - 3 (4-5 dtr) | Antille Olandesi | 2 - 1  | 1 - 2   |
| Saint Lucia               | 3 - 4           | Barbados         | 3 - 1  | 0 - 3   |
| Saint Vincent e Grenadine | 0 - 2           | Bermuda          | 0 - 1  | 0 - 1   |

#### Terzo turno
| Pos. | Squadra           | Pt | G | V | N | P | GF | GS | DR |
| ---- | ----------------- | -- | - | - | - | - | -- | -- | -- |
| 1.   | Trinidad e Tobago | 6  | 3 | 2 | 0 | 1 | 4  | 3  | +1 |
| 2.   | Barbados          | 4  | 3 | 1 | 1 | 1 | 8  | 6  | +2 |
| 3.   | Bermuda           | 4  | 3 | 1 | 1 | 1 | 5  | 3  | +2 |
| 4.   | Antille Olandesi  | 3  | 3 | 0 | 1 | 2 | 3  | 8  | -5 |

| Squadra 1         | Risultato | Squadra 2         |
| ----------------- | --------- | ----------------- |
| Antille Olandesi  | 2 - 6     | Barbados          |
| Trinidad e Tobago | 0 - 3     | Bermuda           |
| Bermuda           | 0 - 1     | Antille Olandesi  |
| Barbados          | 0 - 2     | Trinidad e Tobago |
| Bermuda           | 2 - 2     | Barbados          |
| Trinidad e Tobago | 2 - 0     | Antille Olandesi  |

### Zona Centro America

#### Primo turno
| Squadra 1 | Totale | Squadra 2 | Andata | Ritorno |
| --------- | ------ | --------- | ------ | ------- |
| Panama    | 0 - 4  | Guatemala | 0 - 2  | 0 - 2   |

#### Secondo turno
| Squadra 1 | Totale | Squadra 2 | Andata | Ritorno |
| --------- | ------ | --------- | ------ | ------- |
| Guatemala | 1 - 2  | Honduras  | 1 - 1  | 0 - 1   |

## Fase a gironi

### Gruppo A
| Pos. | Squadra     | Pt | G | V | N | P | GF | GS | DR |
| ---- | ----------- | -- | - | - | - | - | -- | -- | -- |
| 1.   | Giamaica    | 7  | 3 | 2 | 1 | 0 | 3  | 0  | +3 |
| 2.   | Stati Uniti | 5  | 3 | 1 | 2 | 0 | 5  | 2  | +3 |
| 3.   | Costa Rica  | 4  | 3 | 1 | 1 | 1 | 5  | 5  | 0  |
| 4.   | Honduras    | 0  | 3 | 0 | 0 | 2 | 1  | 7  | -6 |

| Squadra 1  | Risultato | Squadra 2   |
| ---------- | --------- | ----------- |
| Costa Rica | 2 - 2     | Stati Uniti |
| Giamaica   | 1 - 0     | Honduras    |
| Honduras   | 0 - 3     | Stati Uniti |
| Giamaica   | 2 - 0     | Costa Rica  |
| Costa Rica | 3 - 1     | Honduras    |
| Giamaica   | 0 - 0     | Stati Uniti |

### Gruppo B
| Pos. | Squadra           | Pt | G | V | N | P | GF | GS | DR  |
| ---- | ----------------- | -- | - | - | - | - | -- | -- | --- |
| 1.   | Messico           | 9  | 3 | 3 | 0 | 0 | 13 | 2  | +11 |
| 2.   | El Salvador       | 6  | 3 | 2 | 0 | 1 | 8  | 4  | +4  |
| 3.   | Canada            | 3  | 3 | 1 | 0 | 2 | 6  | 6  | 0   |
| 4.   | Trinidad e Tobago | 0  | 3 | 0 | 0 | 3 | 3  | 18 | -15 |

| Squadra 1   | Risultato | Squadra 2         |
| ----------- | --------- | ----------------- |
| El Salvador | 6 - 1     | Trinidad e Tobago |
| Canada      | 0 - 4     | Messico           |
| Messico     | 6 - 2     | Trinidad e Tobago |
| El Salvador | 2 - 0     | Canada            |
| Canada      | 6 - 0     | Trinidad e Tobago |
| El Salvador | 0 - 3     | Messico           |

## Spareggio
| Squadra 1   | Totale | Squadra 2   | Andata | Ritorno |
| ----------- | ------ | ----------- | ------ | ------- |
| El Salvador | 1 - 10 | Stati Uniti | 1 - 6  | 0 - 4   |